# Wagon Master
Wagon Master (bra: Caravana de Bravos; prt: A Caravana Perdida) é um filme de faroeste norte-americano de 1950, estrelado por Ben Johnson, Joanne Dru, Harry Carey Jr. e Ward Bond. O filme foi produzido e dirigido por John Ford.